# Ignacy Szymański
Ignacy Szymański (ur. w lutym 1813, zm. 14 sierpnia 1874 w Summer Hill Farm (koło Nowego Orleanu)) – powstaniec listopadowy, pułkownik Konfederacji, działacz polonijny w USA.
Podczas powstania listopadowego walczył w pułku ułanów księcia Adama Woronieckiego. Po upadku powstania wyemigrował do Stanów Zjednoczonych i w 1835 osiedlił się w Nowym Orleanie. Dzięki swej zapobiegliwości i żyłce do interesów dorobił się sporego majątku. Był właścicielem plantacji bawełny, stadniny koni wyścigowych, miał także jacht pełnomorski.
W jego plantacji pracowała rzadka wówczas mechaniczna belownica do bawełny. Do grona jego najbliższych polskich przyjaciół należeli Kasper Tochman, Walerian Sułakowski i Hipolit Oladowski, z którymi później przyszło mu ramię w ramię walczyć przeciwko wojskom Unii. Z chwilą wybuchu wojny secesyjnej (1861–1865) został mianowany pułkownikiem i dowódcą pułku w Chalmette. Jako człowiek nawykły do prowadzenia interesów i negocjacji wybrał spokojniejsze stanowisko i pracował jako agent ds. wymiany jeńców Departamentu Trans-Missisipi rządu Konfederacji. Po wojnie wiódł spokojny żywot plantatora i udzielał się wśród Polonii stanów Południa USA. Zmarł w swej posiadłości Summer Hill Farm w 1874 roku.